# Olešná (Nové Město na Moravě)
Olešná (německy Oleschna) je vesnice, část města Nové Město na Moravě v okrese Žďár nad Sázavou. Nachází se asi 4 km na jihovýchod od Nového Města na Moravě. Prochází zde silnice I/19. V roce 2009 zde bylo evidováno 112 adres. V roce 2001 zde trvale žilo 254 obyvatel.
Olešná leží v katastrálním území Olešná na Moravě o rozloze 7,52 km2.

## Památky
- kostel svaté Maří Magdalény
- silniční most se sochami